# Церква Собору Пресвятої Богородиці (Заболотці)
Церква Собору Пресвятої Богородиці — церква у селі Заболотці Бродівського району Львівської області, розташована в центрі села, біля шляху на с. Лугове. Має статус пам'ятки архітектури національного значення (охоронний № 1337).

## Історія
Зведена у 1746 році, на місці старішої, спаленої татарами у 1648 році. Ктитором церкви був Северин Ревуцький , тогочасним парохом — Габріель Щесницький.
У 1867 році дах церкви вкрили оцинкованим залізом, а в інтер'єрі з'явилися розписи, оновлені у 1933 році майстром Іваном Сахно.
У 1961 (за іншими даними — у 1964 році) церкву при о. Петрі Костюку закрили для богослужінь, віряни ходили до церков сусідніх сіл Лугове і Пониковиця. При закритті церкви низку церковних реліквій було вивезено, зокрема унікальне рукописне Євангеліє XIII століття.
У Заболотцях, в каплиці на цвинтарі дяк Петро Прийма разом з людьми відправляли вечірні, молебні, акафісти, маївки. Також збиралися на молитву в хаті Ганни Миськів. Із слів п. Ольги Демчишин відомо, що люди самі відчиняли храм, особливо на великі свята і спільно з дяком служили літургії. Останній раз така відправа була на Різдво 1989 року. Після цього церкву забили на глухо цвяхами і аж відкрили офіційно в Великодню П’ятницю 1989 року..
Після відкриття церкви 1989 року, першим священиком був отець Степан Горбовий, згодом о. Петро Мелешко. За нього посвятили місце під майбутню церкву. З 1995 року на парафії душпастирювали: о. Іван Мацієвич, о. Григорій Микитюк, о. Гаврилюк, о. Стасюк, о. Стогняк і о. Петро Настюк. У 1997–1999 роках ? о. Іван Пігура, який налагодив співпрацю зі школою, при ньому заклали фундамент під майбутній храм.
З 1999 душпастирем є о. Ігор Балук. Створене братство “Апостольства молитви”, при школі діє Марійська дружина. Кожної першої п’ятниці місяця служиться Свята година. 29 серпня 2010 р. правлячим архиєреєм Сокальсько-Жовківської єпархії владикою Михаїлом Колтуном освячений храм Собору Пресвятої Богородиці
У 2015  році церкву обстежили та прийняли рішення розпочати першочергові протиаварійні роботи з метою призупинити її руйнування. Впродовж 2015-2016 років за кошти обласного бюджету виконали першочергові реставраційні роботи, зокрема замінили аварійні підвали по всьому периметру будівлі, відреставрували та покрили гонтом купол над вівтарною частиною храму та укріпили найбільш аварійну несучу стіну. В 2021 році реставрацію проджовжили.

### Парохи церкви
- близько 1746 року — о. Габріель Щесницький[3]
- о. Михайло Щесницький
- о. Степан Сахановський (до 1796)
- о. Степан Якимович (1796)
- о. Іван Вассянович, парох с. Ражнів (1797)
- о. Ігнацій Ґончаковський, адміністратор (1798)
- о. Яків Сокульський (1799 - 1831)
- о. Михайло Шанковський (1831 - 1837)
- о. Василь Струменський
- близько 1867 року — о. А. Давидович[3]
- після Першої світової війни — не раніше 1933 року — о. Іван Степанів[1][3]
- близько 1961 року — о. Петро Костюк[1][6]
- близько 1989 — о. Степан Горбовий[1][6]
- до 1995 року — о. Петро Мелешко[1][6]
- 1995—1997 роки — о. Іван Мацієвич, о. Григорій Микитюк, о. Гаврилюк, о. Стасюк, о. Стогняк і о. Петро Настюк[1][6]
- 1997—1999 роки — о. Іван Пігура[1][6]
- з 1999 року — о. Ігор Балук[1][6]

## Опис
Церква дерев'яна, тризрубної форми, триверха, вівтар орієнтований на південний схід. Будівля вельми висока, у загальній композиції домінує центральний зруб, квадратний у плані. З заходу до нього прилягає менший за розміром і також квадратний бабинець із рівношироким присінком, прибудованим пізніше, зі сходу — гранчастий вівтар із прибудованою до північної стіни ризницею. Центральна нава вкрита високим восьмикутним барабаном із пласкуватою шоломоподібною банею з перехватом в основі. У барабані з півночі та півдня зроблені невеликі круглі віконні прорізи. Центральна баня увінчана маківкою із світловим ліхтарем. Бабинець і вівтар вкриті цибулястими банями, увінчаними хрестами. По периметру церкву оточує піддашшя, що спирається на приставні кронштейни.
В інтер'єрі церкви внутрішній простір у центральній наві та східному зрубі розкритий вгору до найвищих точок. Бабинець перекритий зрубним склепінням і з'єднується з центральним об'ємом виском дуговим проходом. Іконостас триярусний, різьблений і золочений.
Дзвіниця церкви розташована окремо, із західного боку. Дзвіниця стоїть на чотирьох стовпах, вкрита двосхилим дахом, і має три дзвони різного розміру.
Церква Собору Пресвятої Богородиці у Заболотцях — характерний витвір народної архітектури галицької школи.